# BeForU
BeForU – kobieca grupa J-pop, która początkowo nagrywała piosenki do serii gier wideo związanych z rytmiką firmy Bemani. BeForU jako zespół zadebiutował w 2000 roku piosenką "Dive" (wykorzystana w filmie Wasabi). Producentem był Naoki Maeda z labelu Konami. W 2006 roku grupa przeszła do wytwórni Avex tracks.

## BeForU Next
Po tym jak Shiyuna w 2004 roku opuściła zespół, odbyły się przesłuchania na dwóch nowych członków. Ostatecznie do zespołu przyjęto trzy nowe osoby: Miharu Arisawa, Sayaka Minami i Risa Sotohana. Wtedy też zapadła decyzja o zmianie nazwy na BeForU Next.
Debiutanckim singlem był utwór „KI・SE・KI”. Premiera odbyła się tego samego dnia co DDR Festiwal. Do CD dołączona była płyta DVD z wiadomością od producenta i członkiń zespołu. W 2006 roku wydano album zatytułowany BeForU II; w tym samym roku wydano również DVD BeForU FIRST LIVE at ZeppTokyo 2006, promujące album.
Riyu Kosaka, Noria Shiraishii i Yoma Komatsu utworzyły grupę bliźniaczą do BeForU NEXT, nazwaną BeForU Orimen, nagrywając piosenkę „チ・カ・ラ (Chikara Power)”.
Trzeci album, BeForU III: Breaking Into the Probability Changes został wydany 14 marca 2007 pod szyldem Avex Track.
3 marca 2007 wydano pierwszy w historii zespołu WP, 6NOTES, wydany przez niezależną wytwórnię Be+Wings Records, będącą własnością zespołu. Na minialbumie znajdowało się 6 piosenek śpiewanych solo przez każdą z członkiń zespołu. Nie trafił on jednak do sklepów, jego zakup był możliwy tylko w dniu koncertu 29 lutego 2008 roku.
12 grudnia 2007 Riyu na swoim blogu napisała, że Miharu Arisawa i Yoma Komats z powodu choroby nie są w stanie kontynuować działalności w zespole. Na koncercie 30 grudnia Noria i Risa Sotohana ogłosiły odejście z zespołu w celu rozpoczęcia karier solowych.

## BeForU III
15 lutego 2008 strona internetowa Be+Wings została ponownie otwarta. Zamieszczono na niej informację o trzech nowych członkiniach zespołu: Ayano Tachibana, Hiromi Nishiuchi i Megumi Fukushita. Nagrany został nowy singel „Riyu's Carnival”. Z powodów zdrowotnych Sayaka nie brała udziału w nagraniach i krótko po tym opuściła grupę.

## Członkowie
- Yoma Komatsu (小松代真) – 代真 (opuściła grupę w 2007)
- Noria Shiraishi (白石紀亜) – Noria (opuściła grupę w 2007)
- Riyu Kosaka (小坂りゆ)
- Shiyuna Maehara (前原しゆな, opuściła grupę w 2004)

### BeForU NEXT
- Risa Sotohana (外花りさ) – Lisa Sotohana (opuściła grupę w 2007)
- Miharu Arisawa (有沢みはる, opuściła grupę w 2007)
- Sayaka Minami (南さやか, opuściła grupę w 2008)
- Riyu Kosaka (小坂りゆ)

### BeForU III
- Ayano Tachibana (立花彩野)
- Hiromi Nishiuchi (西内裕美)
- Megumi Fukushita (福下惠美)
- Riyu Kosaka (小坂りゆ)

## Dyskografia

### Single
- KI・SE・KI
- Red Rocket Rising
- Get set GO!! 〜BeForU Astronauts Set〜
- Strike Party!!!
- Yoru Hanabi (夜花火 Night Fireworks)

### Albumy
- BeForU
- BeForU II
- BeForU III

### DVD
- BeForU FIRST LIVE at ZeppTokyo 2006
- Going Happy!!
- BeForU LIVE 2007 ZEPP TOKYO
- BeForU / Four Piece Riyu Kosaka / Live 2008

### Minialbumy
- 6NOTES

### Inne
- BRE∀K DOWN! (Original Version)
- チカラ (Original Version)
- ever snow (as sung by Yoma)
- DIVE ~more deep and deeper style~
- Freedom (Original Version)
- GRADUATION ~それぞれの明日~ (Original Version)
- Under The Sky [in full in IIDX, as edited in DDR] (By Sayaka Minami from BeForU with platoniX (Tatsh & Junko Hirata) (Original Version)
- BLACK OUT (Original Version)
- Staff Roll [DDR EX OST] (full version of GRADUATION ~それぞれの明日~)